# فوشية
الفُوشِيَة أو الفُوشِيَّة (الاسم العلمي: Fuchsia) هي جنس من النباتات يتبع الفصيلة الأخدرية من رتبة الآسيات. نبات الفوشية يزرع كثيرًا في البيوت والحدائق، ويوجد حوالي 100 نوع منه، ينمو بعضها على هيئة عشب أو شجيرات صغيرة قزمة. وبعض أنواع الفوشية زاحفة أو متسلقة أو معلقة مثل نبات العنب. والفوشية نبات محلي بأمريكا الوسطى والجنوبية وتاهيتى ونيوزيلندا.
والفوشية يطلق عليها عادة قرط السيدة. والأنواع المزروعة عادة ما تكوِّن أزهاراً متدلية ذات رونق. وأجزاء الزهرة عادةً ما تكون لحيمة وألوانها لامعة متباينة، قرمزية وقرنفلية في العادة. وتزرع الفوشيات ذات السيقان الزاحفة في سلال معلقة. ويستخدم البستانيون القطع للفوشيات لاستنباط نبات جديد، والمقطوع غالباً مايخزن في البيوت المحمية خلال فصل الشتاء، ثم يزرع بعد ذلك في الربيع. والفوشية مسماة باسم عالم النبات الألماني ليونارد فوش.

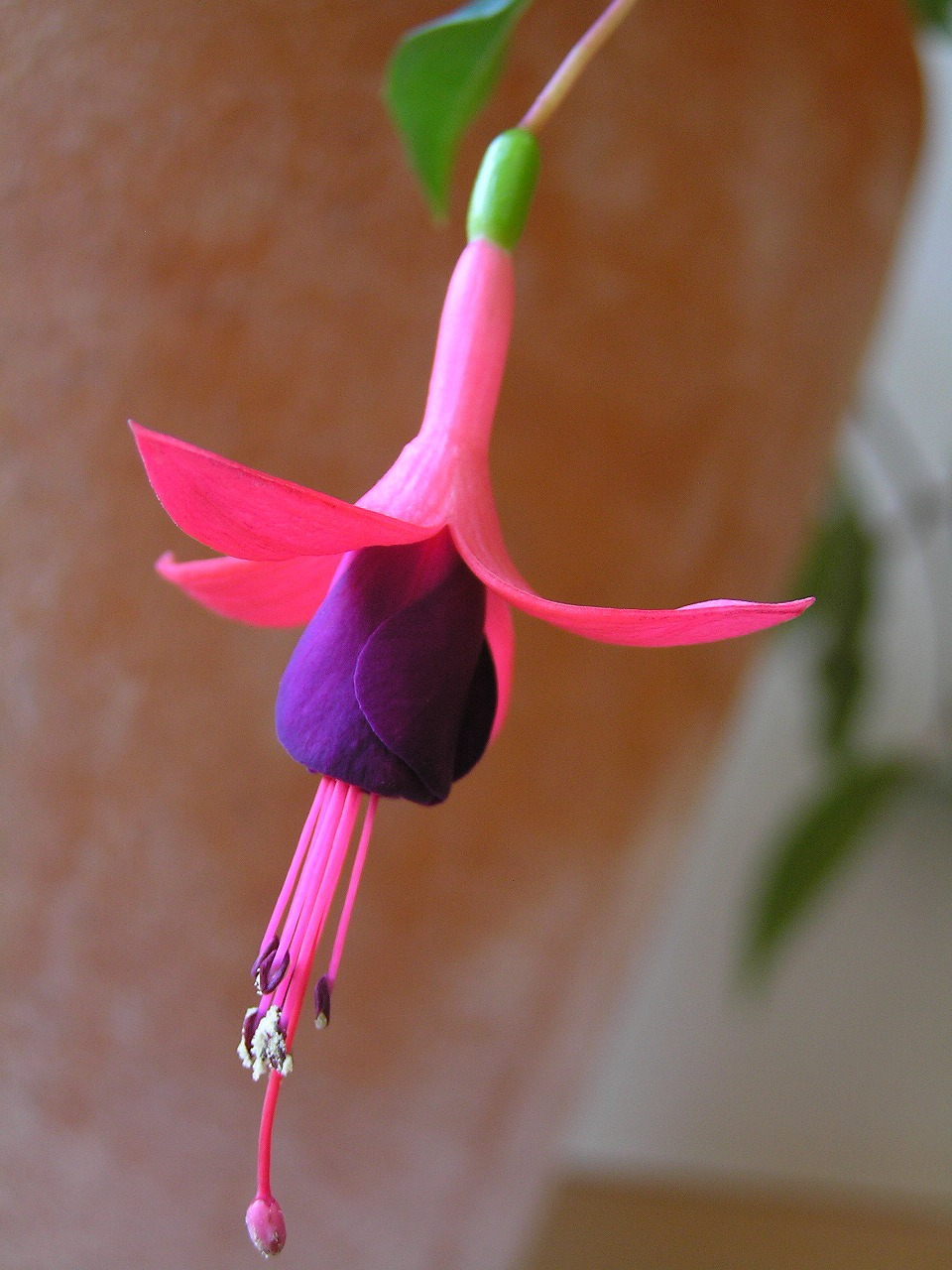
Flower of Fuchsia (Japan)

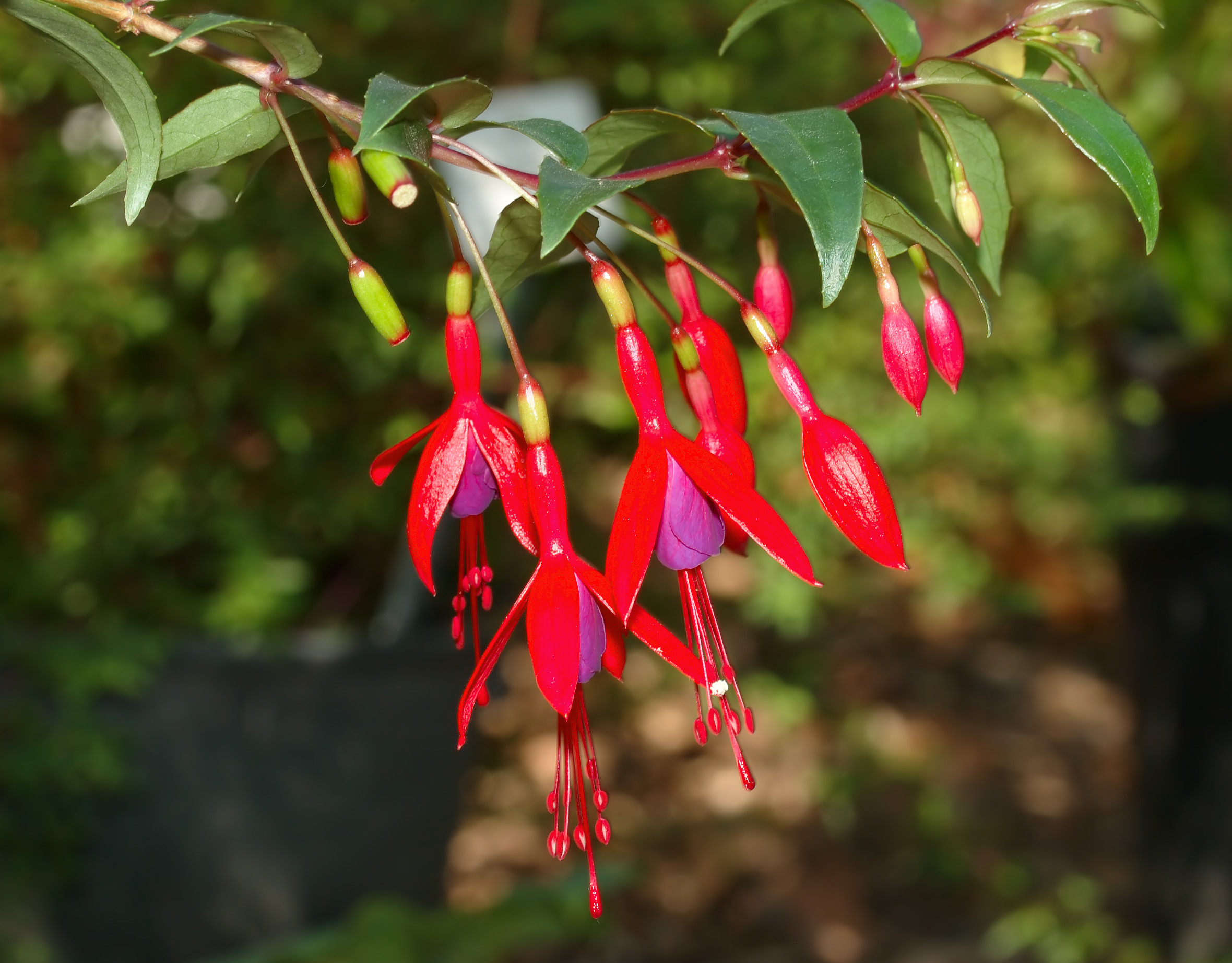
Fuchsia regia

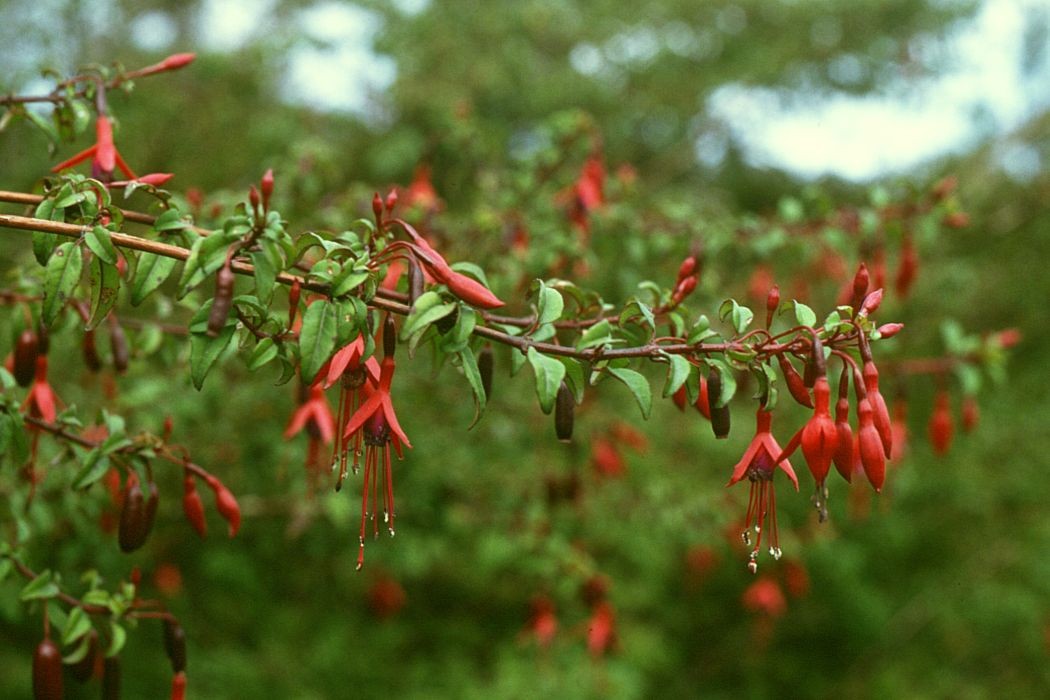
Fuchsia magellanica

## تاريخ

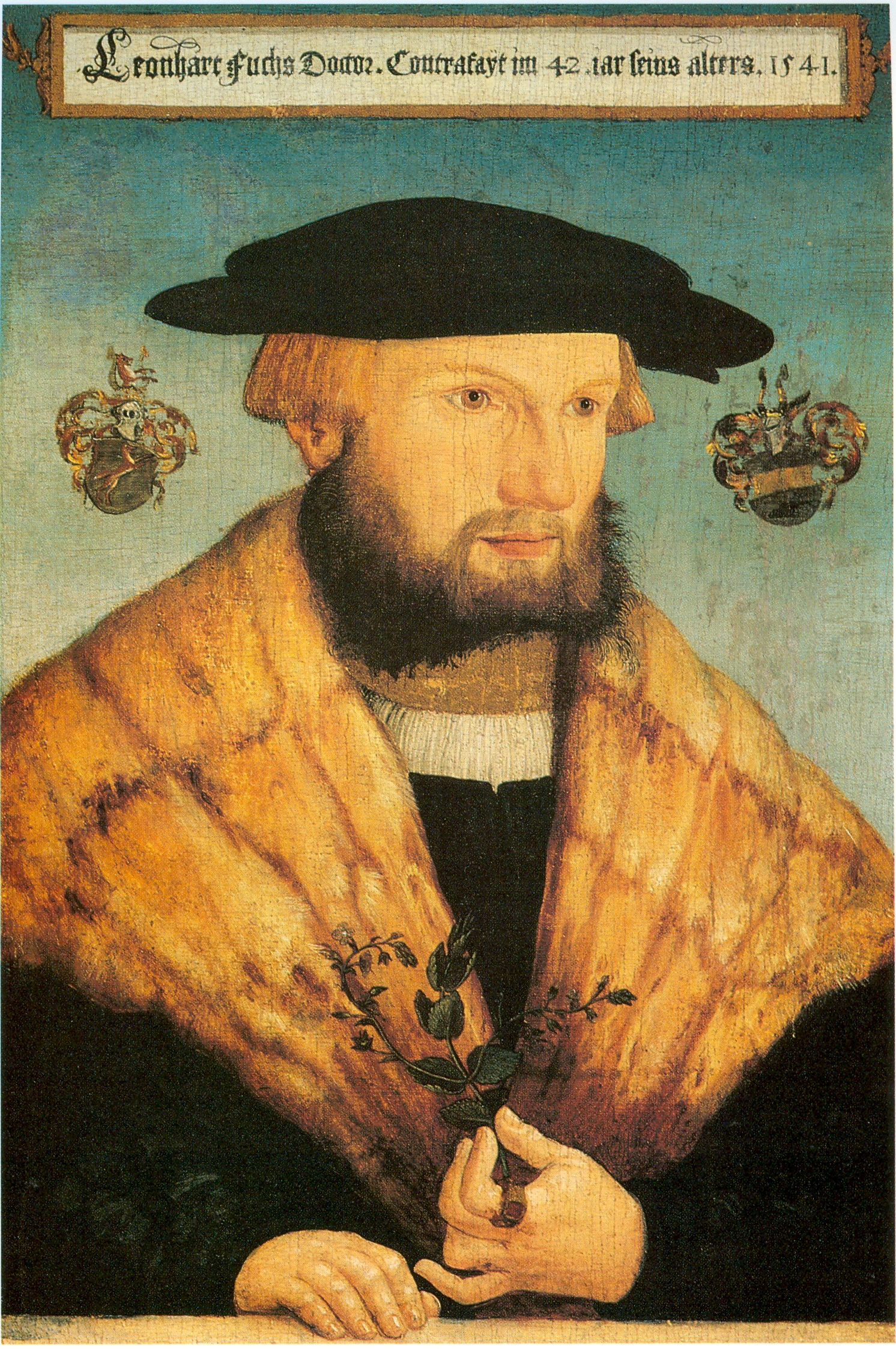
لينهارت فوكس (1501-1566)

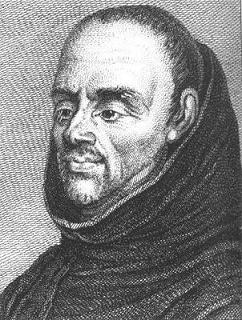
Charles Plumier

## معرض الصور

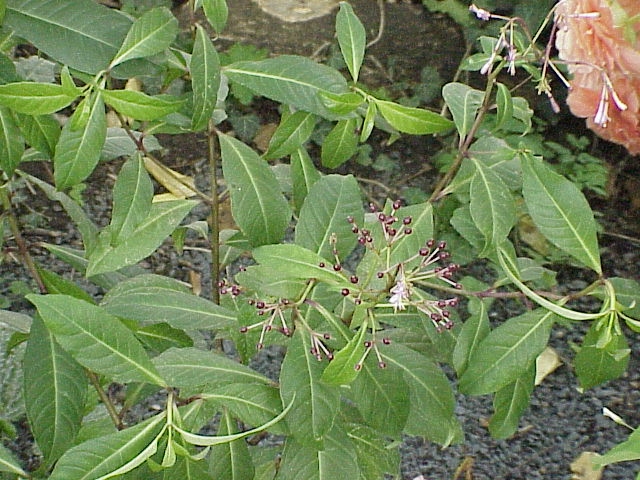
Fuchsia paniculata
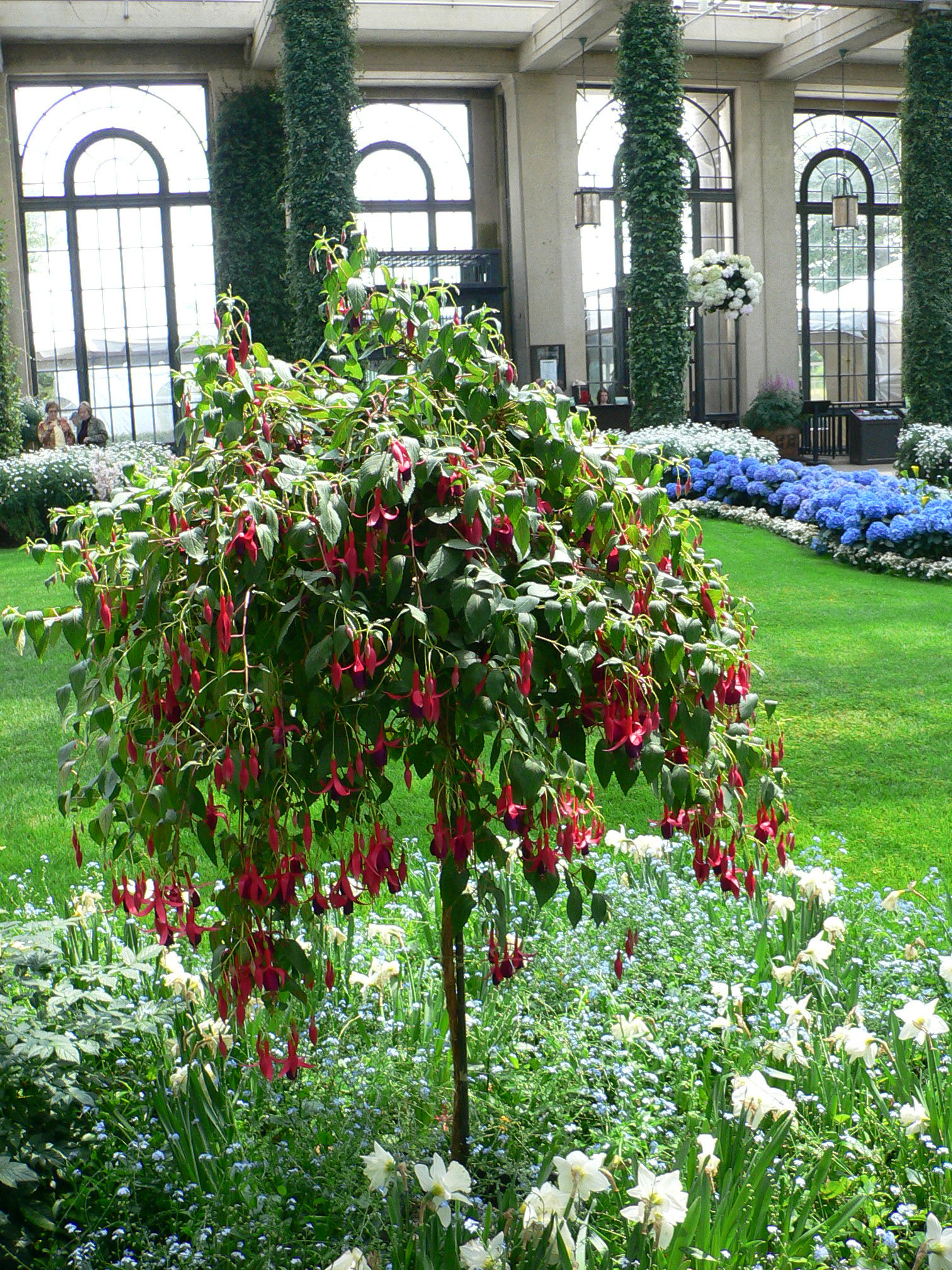
Fuchsia x hybrida, grafted standard specimen
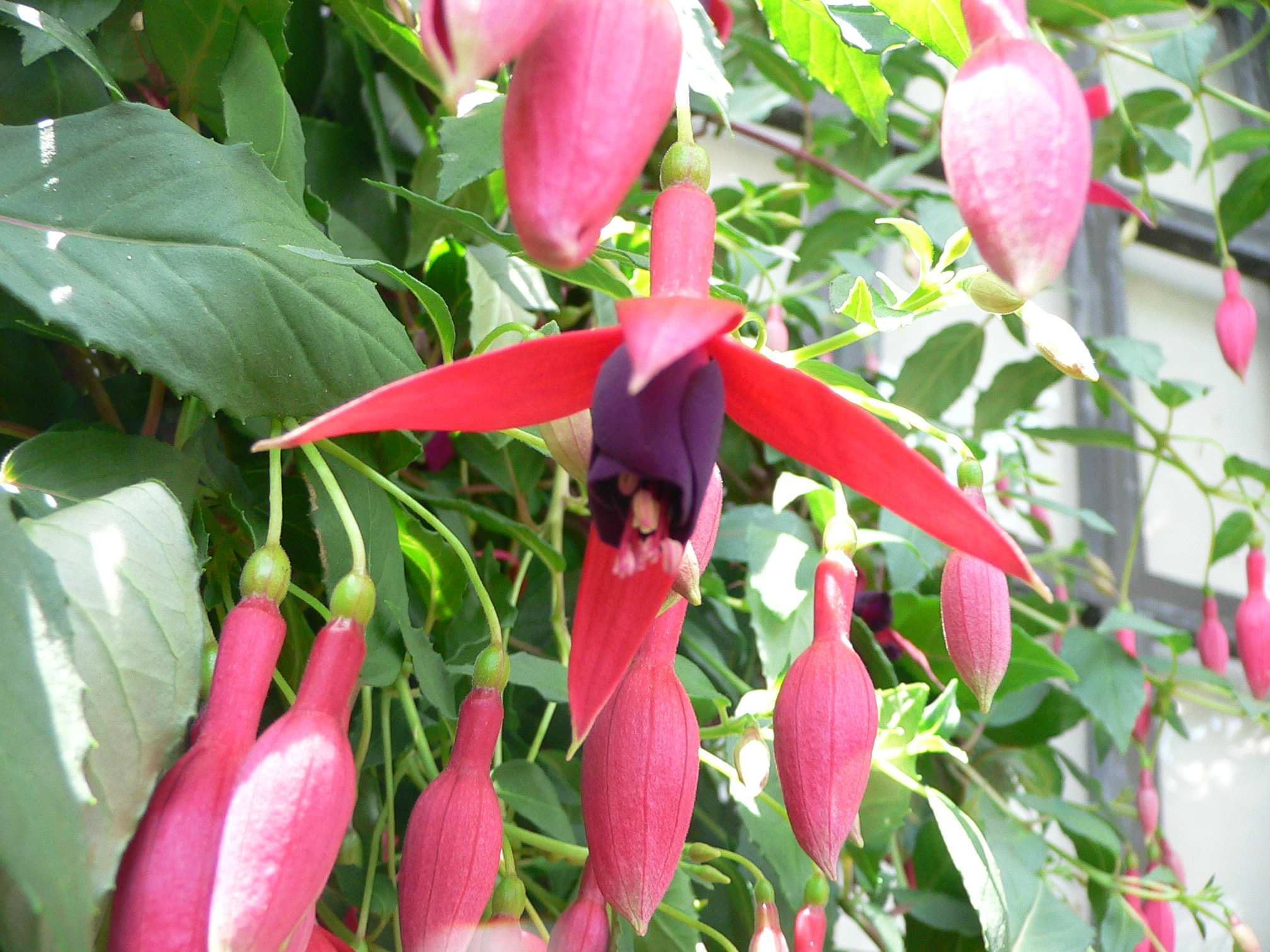
Fuchsia x hybrida, flowers
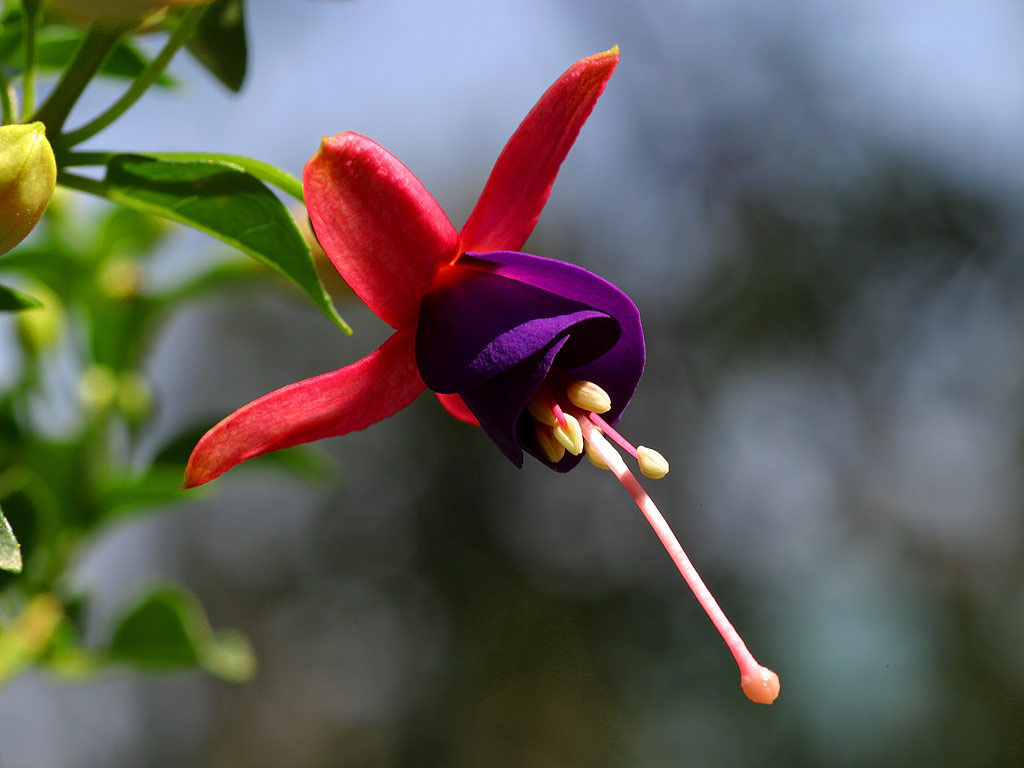
Fuchsia sp., flower
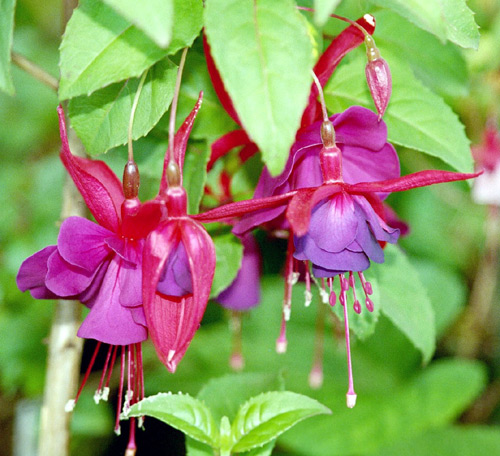
Fuchsia sp. Flowers, double (more petals than species specimen)
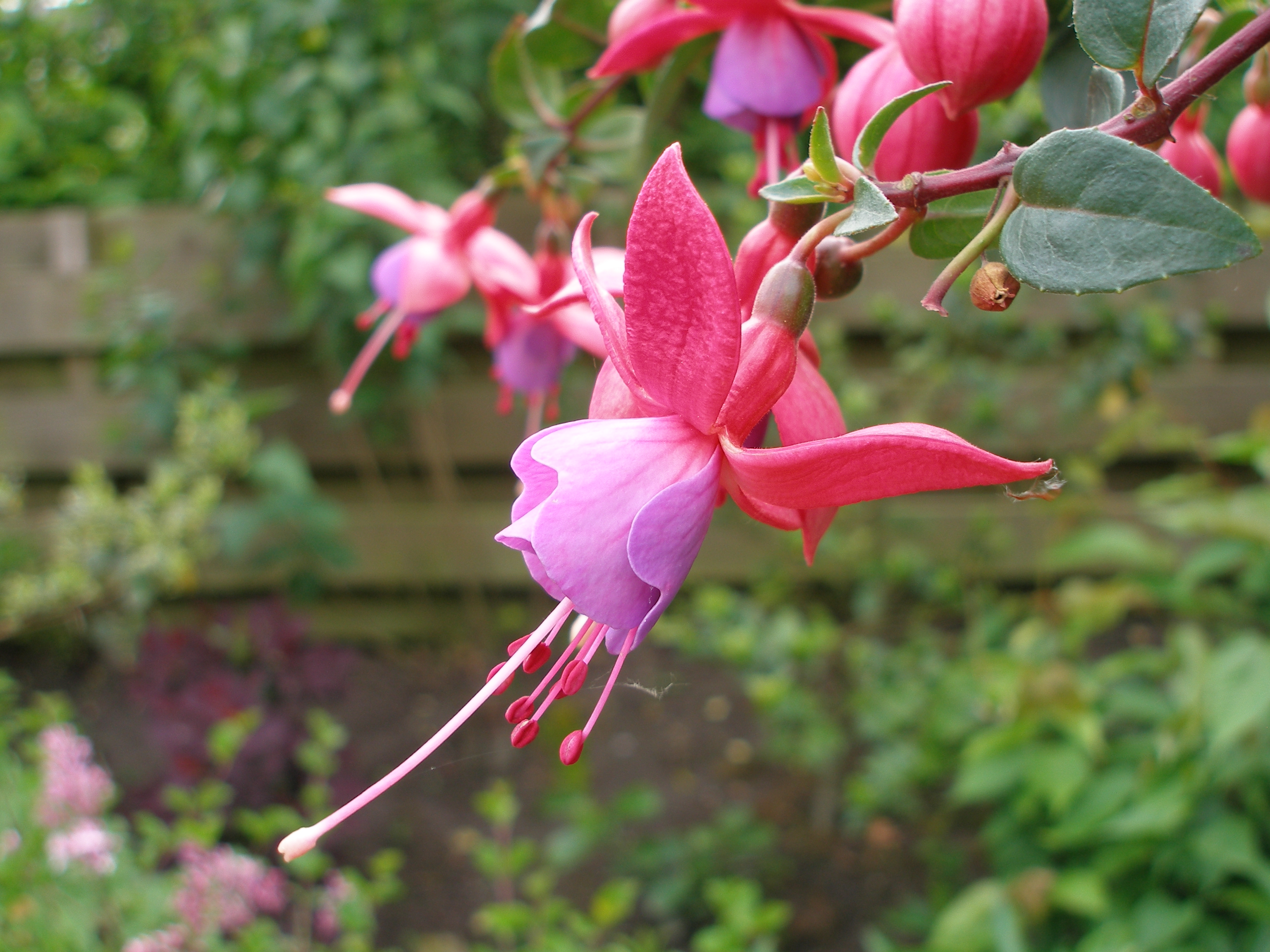
Fuchsia x hybrida, flower
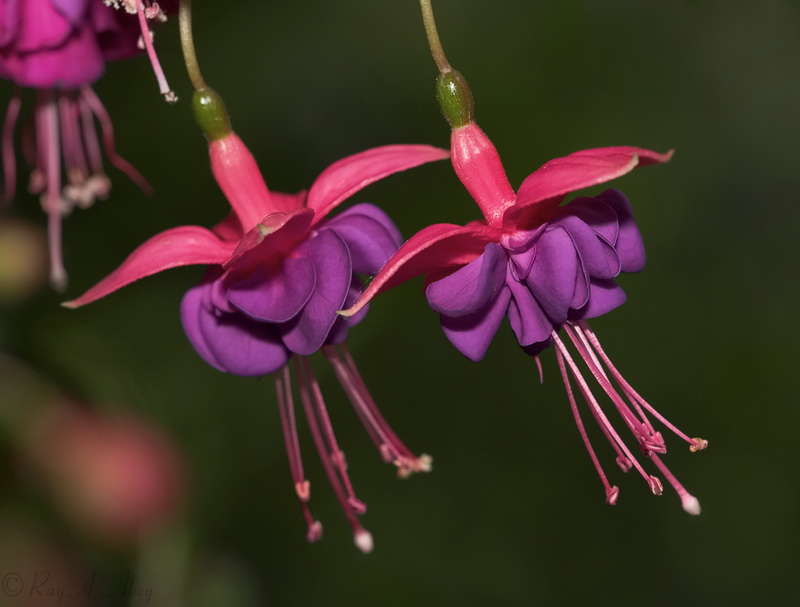
Fuchsia x hybrida flower, grown in Canada
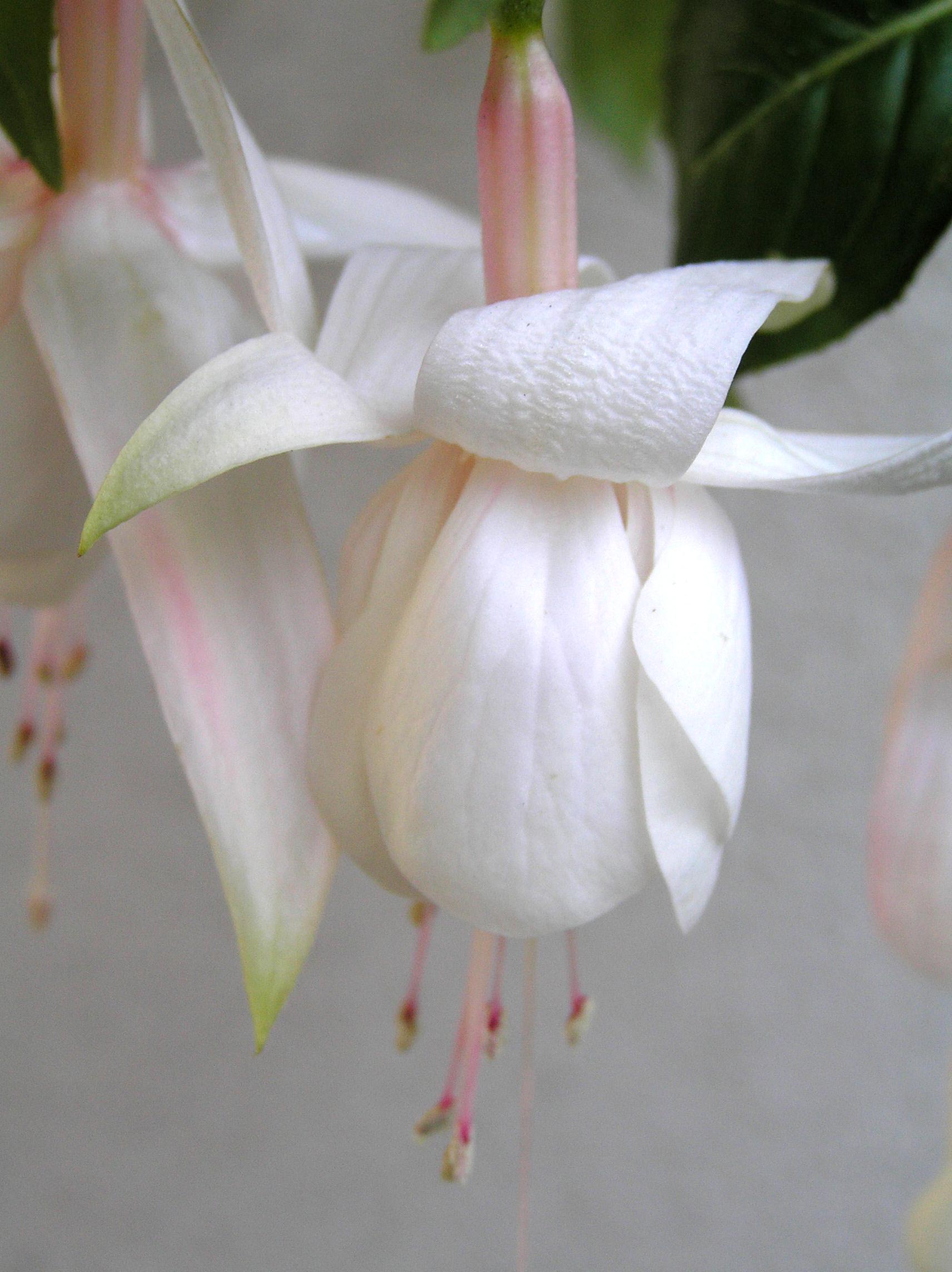
Fuchsia "Moonglow", flowers, grown in California, 2004.
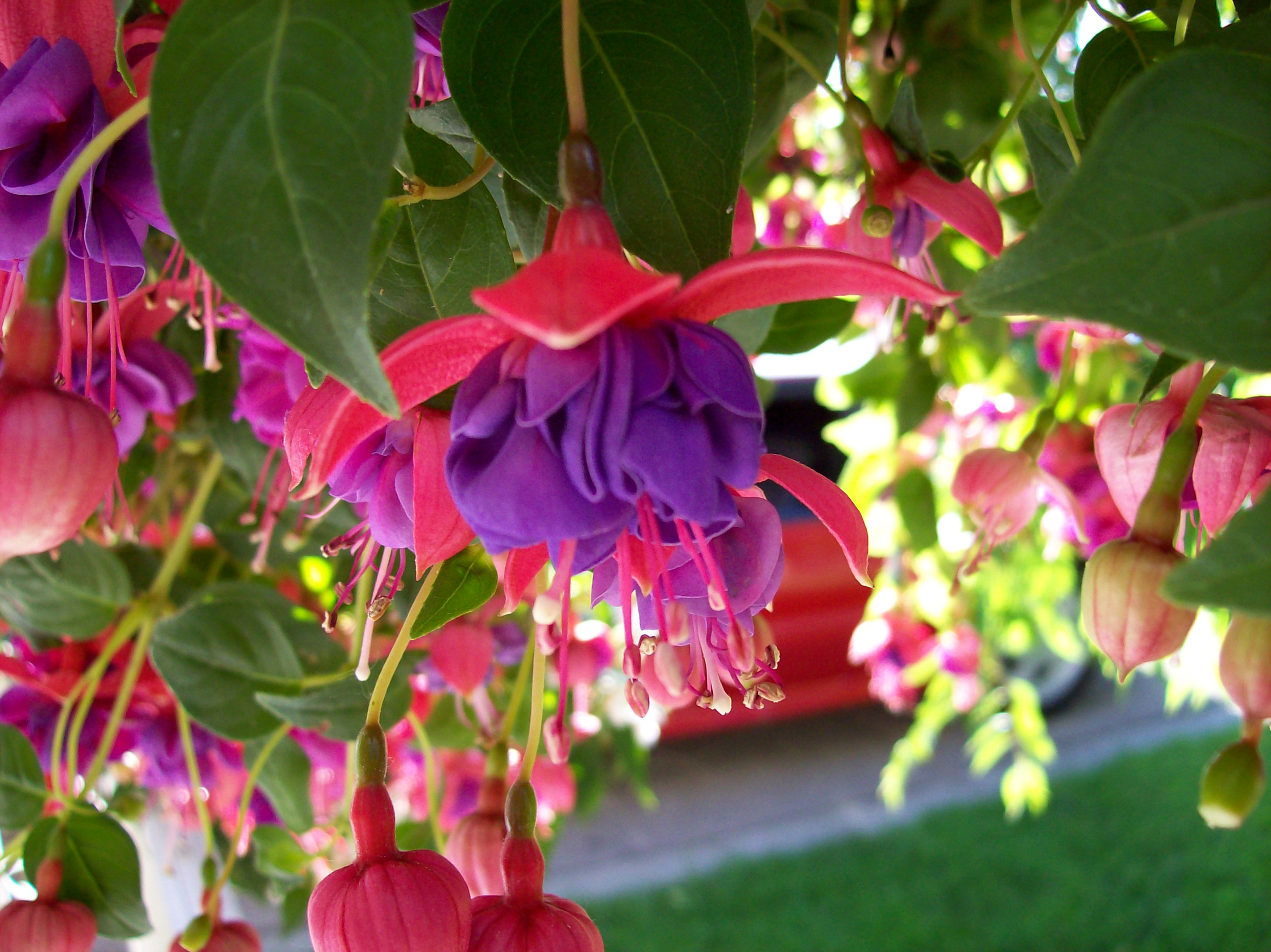
Blue Eyes Fuchsia flower and buds, grown in a flower pot during the summer of 2007 in Michigan.
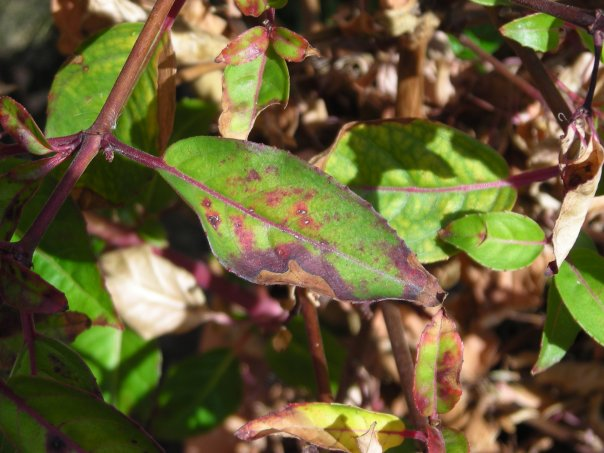
Foliage with Impatiens necrotic spot virus

## وصلات خارجية
- بعض جمعيات الفوشية
  - British Fuchsia Society
  - Northwest Fuchsia Society
  - National Fuchsia Society of New Zealand
  - American Fuchsia Society
  - Australian Fuchsia Society
- مواقع مختارة أخرى عن الفوشية
  - Pictures of Fuchsia lycioides and Fuchsia magellanica in Chile.
  - Find That Fuchsia
  - In Ground Fuchsia Group In Ground Fuchsias in Australia.